# Avenue Georges-Clemenceau (Nogent-sur-Marne)
Pour les articles homonymes, voir Avenue Georges-Clemenceau.
L'avenue Georges-Clemenceau est une voie de communication de la ville de Nogent-sur-Marne.

## Situation et accès

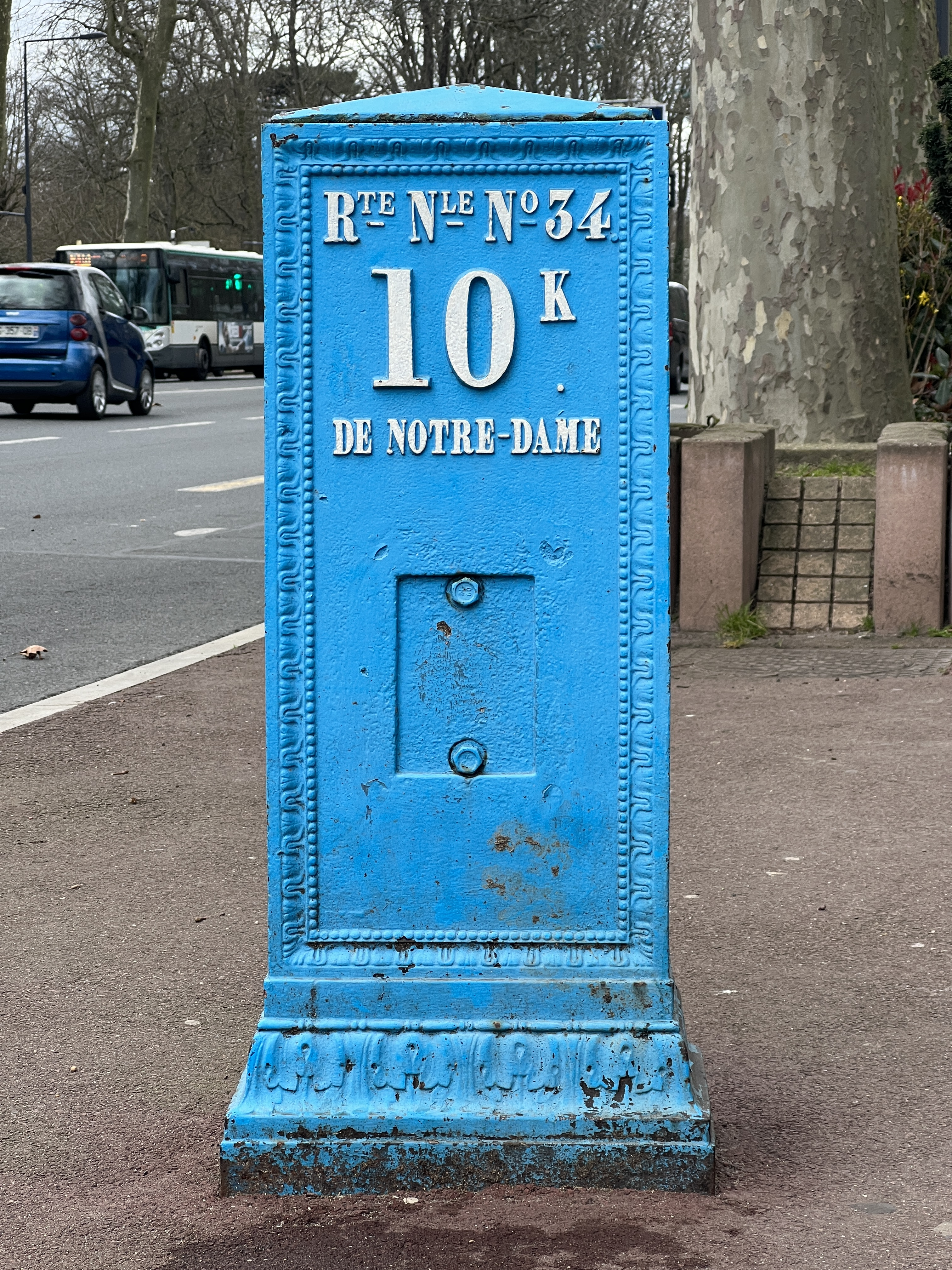
Borne kilométrique 10, route 34. Fonderie Bouilliant vers 1850.

L'avenue Georges-Clemenceau, qui suit le parcours de la route départementale 120, commence son tracé à la limite de Paris, au croisement de l'avenue de la Belle-Gabrielle.
Elle franchit la ligne de Paris-Bastille à Marles-en-Brie.
Elle se termine place du Général-Leclerc (anciennement rond-point de la Porte du Parc), point de rencontre de l'avenue de Joinville, du boulevard de Strasbourg, de la Grande-Rue-Charles-de-Gaulle et de la rue Victor-Basch.
Elle est desservie par la gare de Nogent-sur-Marne.

## Origine du nom

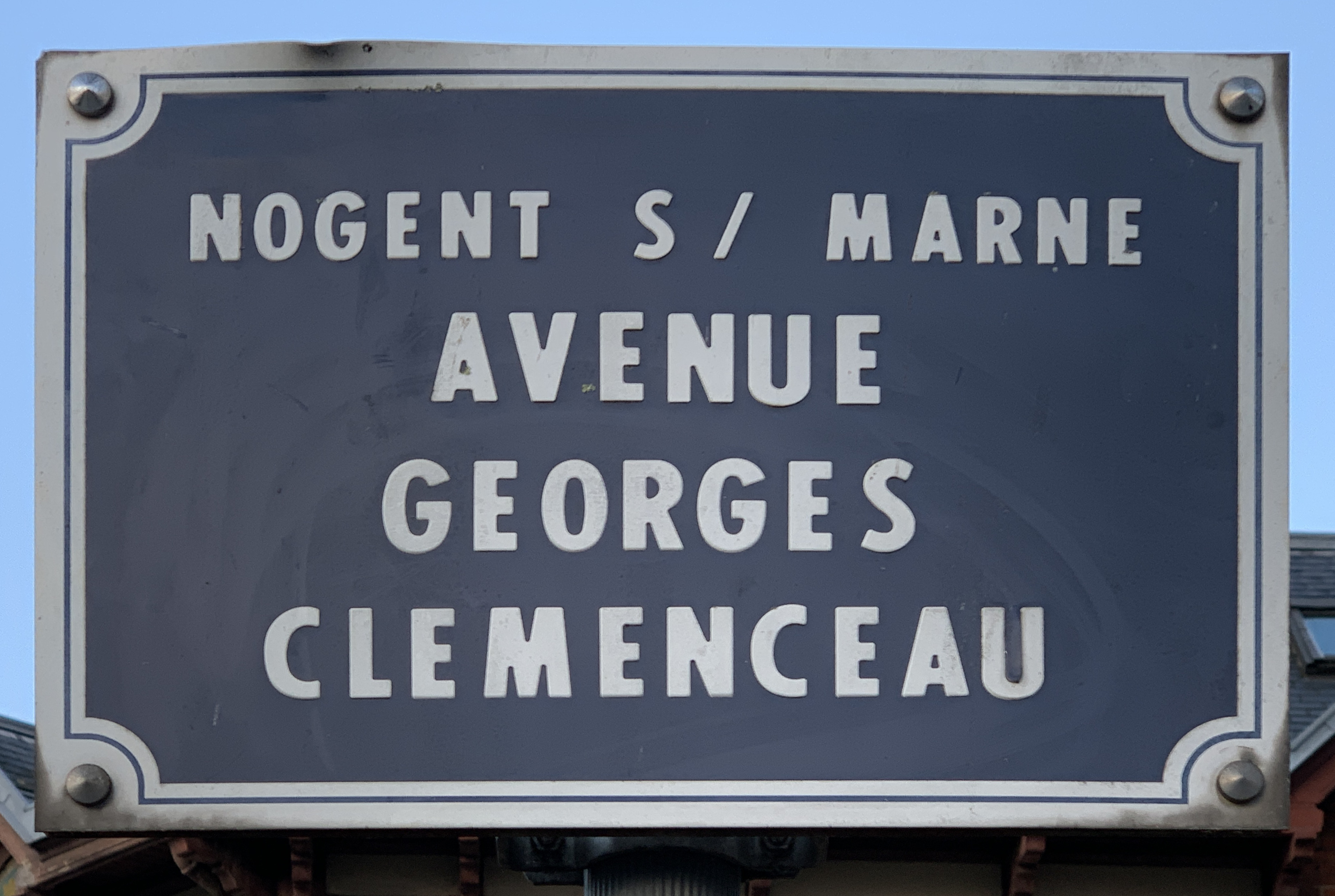
Avenue Georges Clemenceau.

Cette rue honore Georges Clemenceau, homme politique français.

## Historique

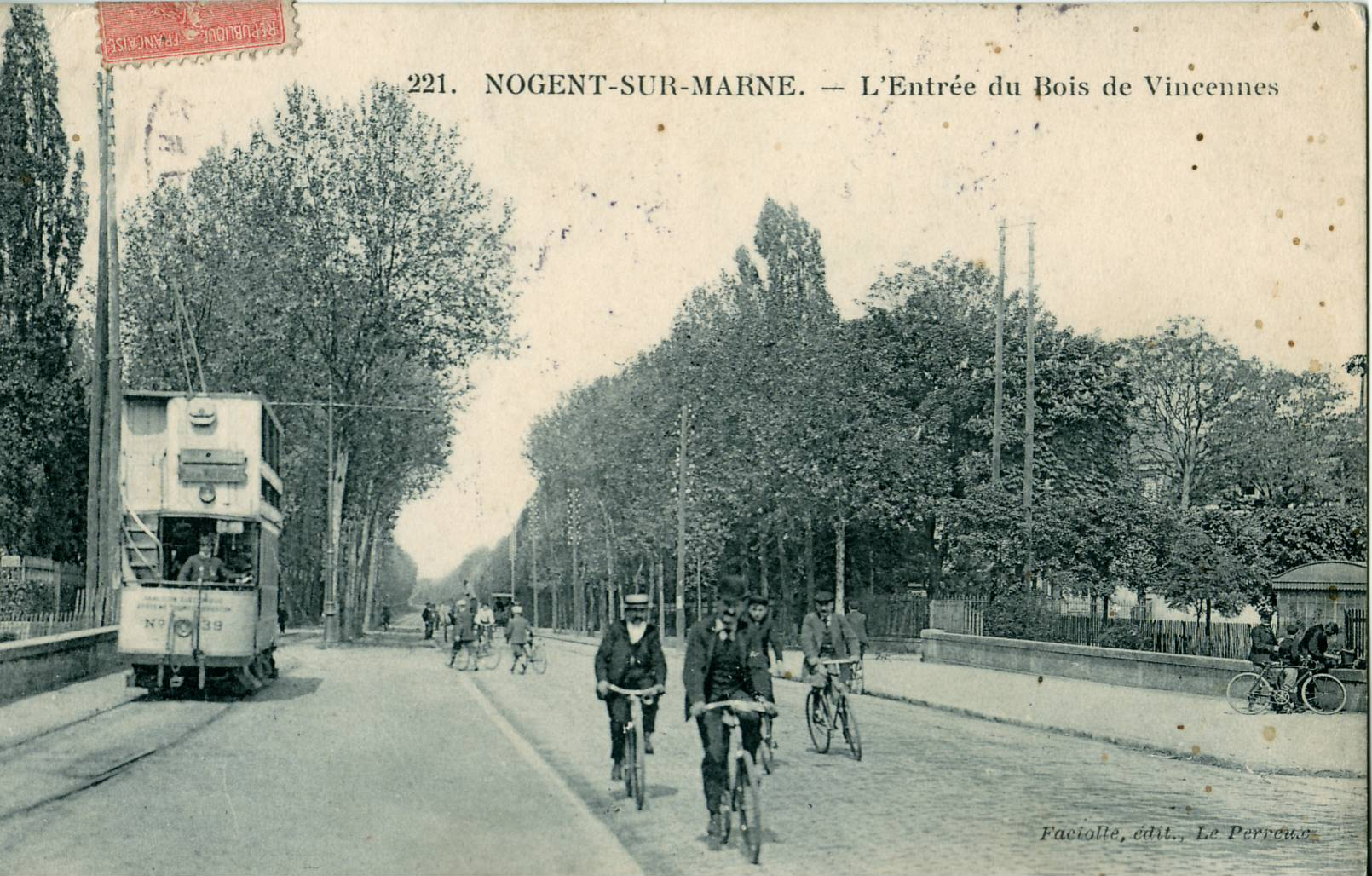
Faciolle 221 - Nogent-sur-Marne - L'entrée par le bois de Vincennes.

Cette voie de circulation faisait autrefois partie de l'avenue de Vincennes à Nogent, devenue par la suite route de Vincennes à Nogent, aussi appelée route de Paris à Strasbourg.
En 1971, elle est le sujet d'un des clichés de la série photographique 6 mètres avant Paris.
Elle est réaménagée en 2018, afin de renforcer la sécurité et de faciliter les déplacements.

## Bâtiments remarquables et lieux de mémoire

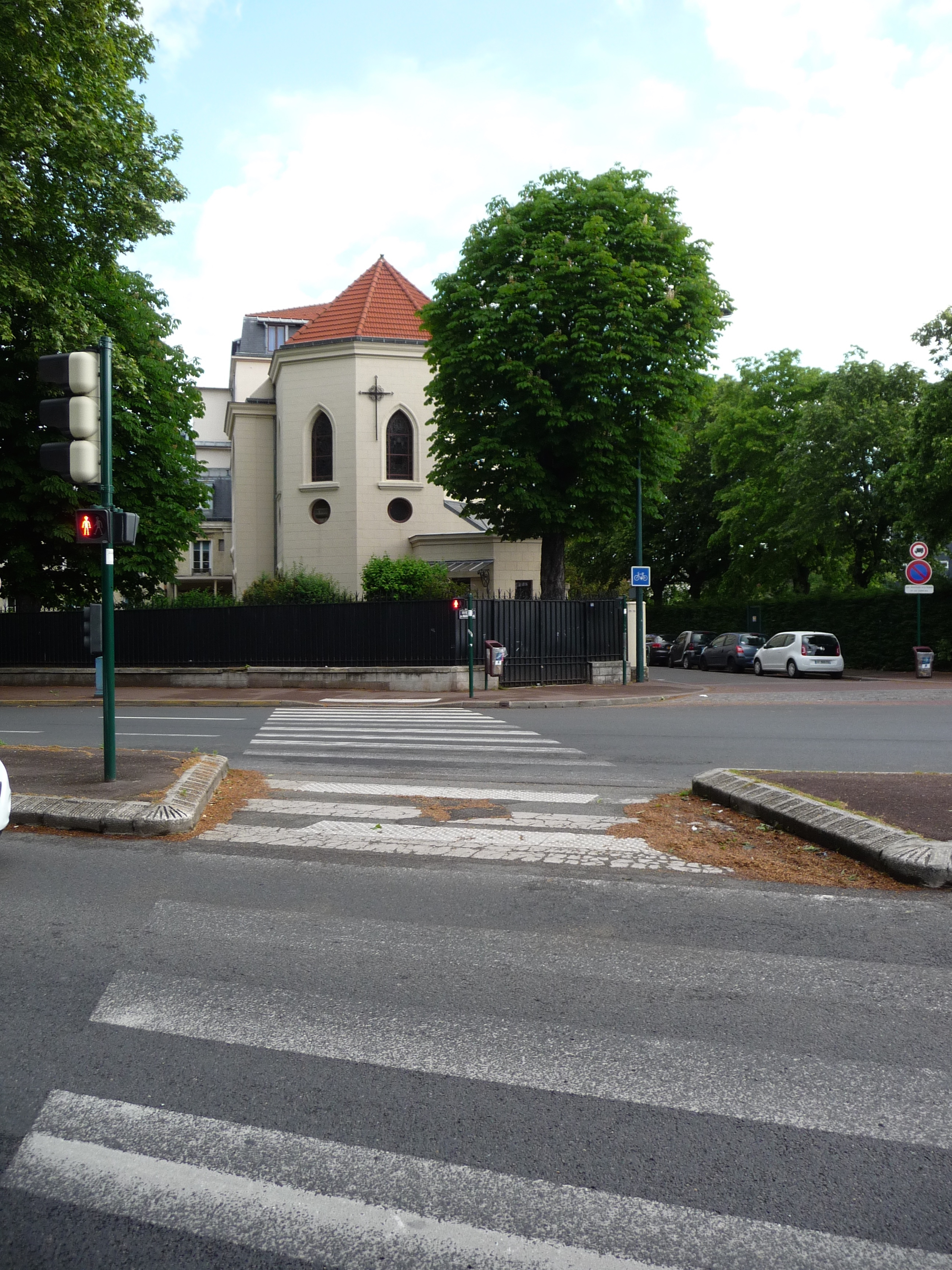
Chapelle du lycée Albert-de-Mun.

- Au no 1, une maison de garde, construite à la fin du XIXe siècle, et recensée à l'inventaire général du patrimoine culturel[8].
- Chapelle de l'ensemble scolaire Albert-de-Mun.
- Gare de Nogent-sur-Marne.
- Ancienne gare de Nogent - Vincennes.
- Nombreux immeubles datant du début du XXe siècle[9].